# Střešovičky

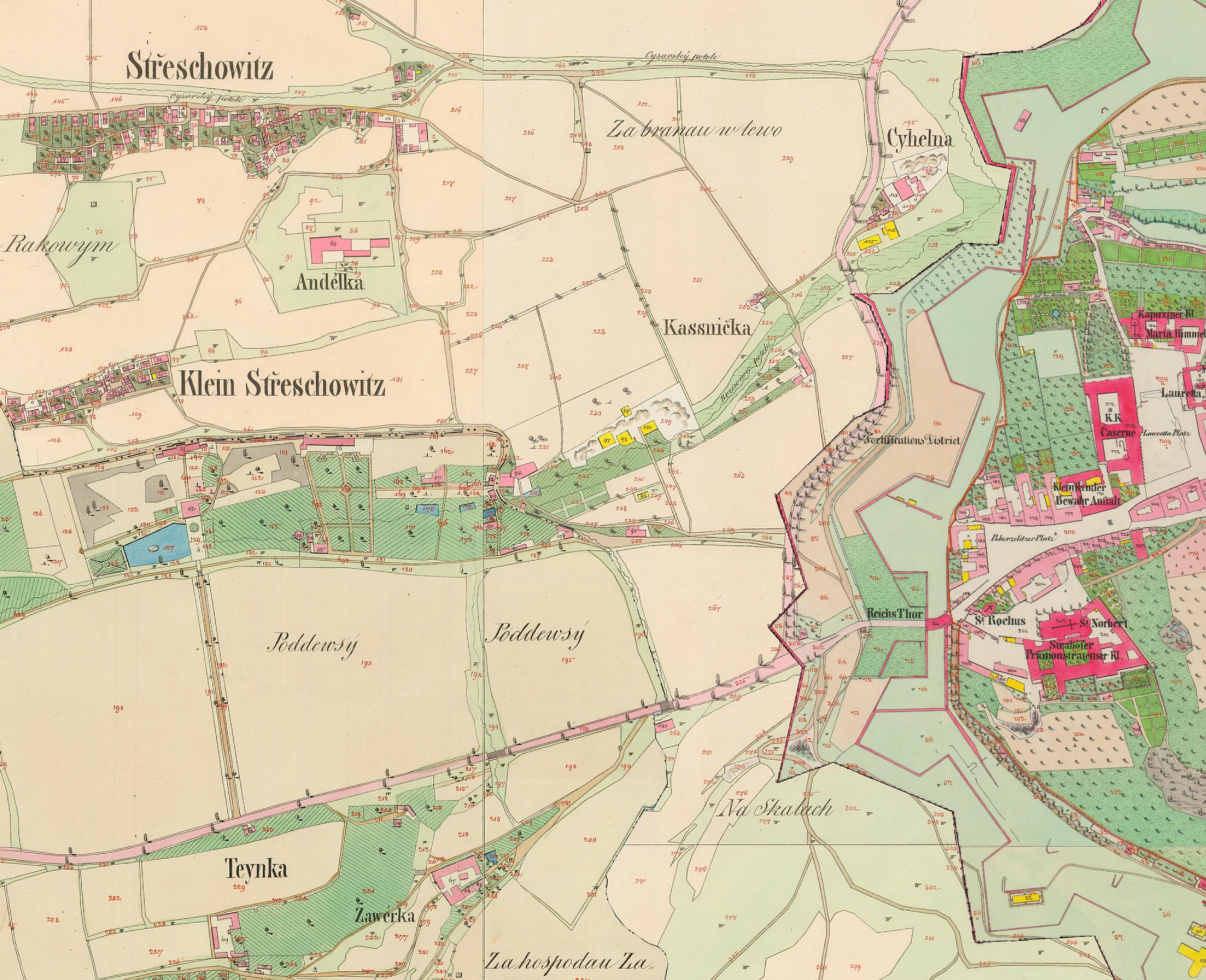
Střešovice, Střešovičky (Klein Střeschowitz) a oblast Panenské na mapě z roku 1840

Střešovičky nebo také Malé Střešovice jsou jednou z částí Střešovic v městské části Praha 6. Jedná se o jeden z nejzachovalejších vesnických souborů v Praze vůbec. V 19. století tato městská část byla dělnickou kolonií. Celý soubor domků je vystavěn přímo na pískovcových skalách. Jádro této historické vsi bylo vždy na hřbetu střešovického kopce v okolí Andělky a Norbertova. Střešovičky jsou někdy přezdívány druhou Zlatou uličkou, protože svým zachovalým vzhledem připomínají Zlatou uličku na Pražském Hradě.

## Historie
Nejstarší dochované informace hovoří, že Střešovičky byly vybudovány už v 10. a 11. století. Tehdy oblast patřila českým knížatům, později jej dostal do vlastnictví Strahovský klášter. V době husitských válek měnila majitele, ale poté se navrátila do vlastnictví kláštera. Původně zde bydleli zaměstnanci právě Strahovského kláštera. Vesnice se skládala z vinic a jednoduchých domků. Nejstarším domem Střešoviček je bývalá viniční usedlost Kocourka, kterou můžeme nalézt v ulici Ve Střešovičkách. Budova je pozůstatkem stejnojmenné vinice ze 17. století. Kdysi se Kocourkou nazývala celá jižní stráň od Andělky k Břevnovu. Aktuální vzhled domu pochází z druhé poloviny 18. století. Dům je však mnohem staršího data, je znázorněn na van Ouden-Allenově pohledu na Prahu z roku 1685. Až do roku 1784 tu stál samostatně a až později jej začaly obklopovat ostatní přistavované domy.
Mnoho ulic ve Střešovičkách má vojenský název (např. K Bateriím), což odkazuje na události sedmileté války v roce 1757, kdy z těchto místo ostřelovalo pruské vojsko Hradčany a Strahov. Přes všechny válečné konflikty, které se odehrály v Praze, se tento vesnický komplex zcela zachoval. Ač jsou Střešovičky nazývány vesnickým komplexem, nikdy vesnicí nebyly. V 19. století se staly dělnickou kolonií. Tehdy si sami dělníci vystavěli své miniaturní domky přímo na pískovcových skalách. Na rozdíl od nedalekých Starých Střešovic, které byly ze značné části zdemolovány nebo nešťastně přestavěny, najdeme ve Střešovičkách původní zástavby bývalé dělnické kolonie, včetně starých obydlí i dlážděných cest. Střešovičky jsou také spojeny s malířskou tvorbou Karla Holana.

## Významné stavby

### Kajetánka a její okolí
Pokud přejdeme ulici Na Petynce, dostaneme se do areálu villy Kajetánky. Tento zámeček vznikl v druhé polovině 17. století na místě barokního letohrádku. Do roku 1721 byl přestavěn do nynější podoby a později se dočkal i rozšíření o východní křídlo. Poté se stala ze zámečku fabrika na vosková plátna, ale ta vyhořela a zřídila se zde restaurace. Na začátku 20. století patřila Kajetánka starostovi Břevnova Kolátorovi, který plánoval, že celý areál nechá zastavět činžovními domy. Jediné, co dnes připomíná jeho plány, je opodál stojící „Břevnovský mrakodrap" vystavěný roku 1911 . Za minulého režimu, sloužila Kajetánka jako Dům dětí a mládeže. V roce 1963 se pak stala památkou a byla vrácena původním majitelům. Poměrně nedávno došlo k rekonstrukci celého objektu a nyní zde můžeme najít restauraci. Celý zámeček je obklopen anglickým parkem, v němž se také rozléhá rybník.

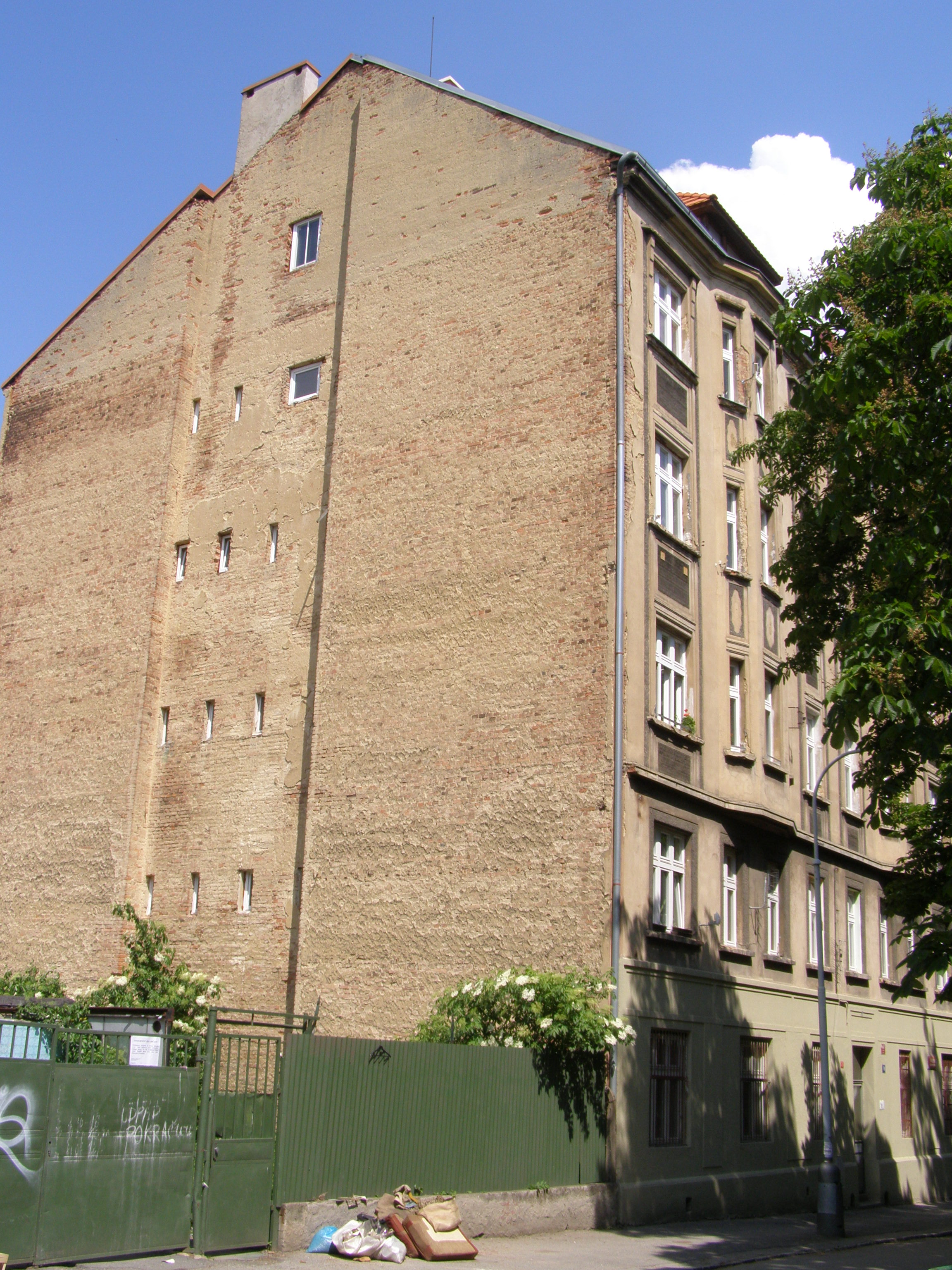
Břevnovský mrakodrap (2011)

Kousek od Kajetánky se nachází Kaple na Kajetánce. V roce 1666 v těchto místech Bernard Ignác z Martinic vystavěl klášter s kaplí, která byla přesnou kopií kaple Panny Marie z Altöttingu. Kaple má dvě podlaží stejného půdorysu, bývala zde hrobka a kostnice. Celá její konstrukce je na českém území neobvyklá. V roce 1783 byl klášter, který stával u kaple, zrušen a byla zachována jen rotundovitá stavba.

### Petynka

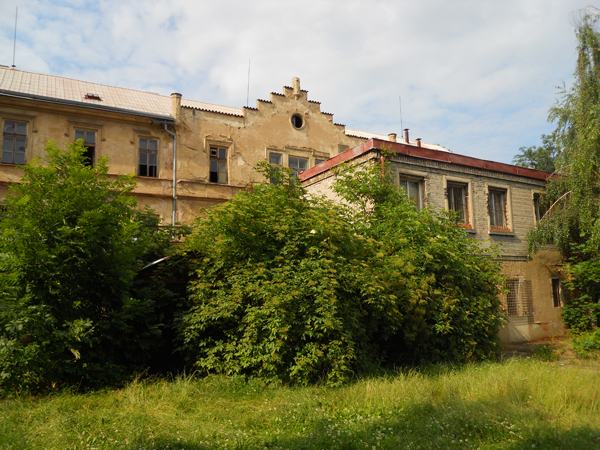
Petynka ve zdemolovaném stavu

Petynka má velice podobnou historii jako Kajetánka, ale na rozdíl od Kajetánky nemá jistou budoucnost. V roce 1650 ji zde nechal postavit na místě původní vinice hrabě František Eusebius z Pöttingu. Z české výslovnosti slova Pötting (Petynk) vznikl i název Petynka. V 19. století byla původně barokní stavba přestavena do klasicistního a poté do anglického novogotického stylu. V 19. století se Petynka stala vyhledávaným výletním hostincem, kde se pořádaly různé slavnosti. V roce 1898, po smrti hraběte Emanuela, posledního z rodu Pöttingů, přešla usedlost do majetnictví organizace Vincentium, ta Petynku začala využívat jako ústav pro nevyléčitelně choré. Ústav zanikl až roku 1949, kdy byla zrušena i organizace. Poté byla Petynka zabrána armádou, některé její části byly zbourány a další přestavěny na garáže. V současnosti je zchátralá a zanedbaná budova na pokraji demolice.

### Šlajferka
Původně byla roku 1770 budova vystavěna v barokním stylu Františkem Václavem Schleichertem, po němž se i jmenuje. Roku 1845 pak byla usedlost přestavěna do klasicistního slohu, v té době vzniklo i dvoukřídlí, konkrétně východní a jižní křídlo. V roce 1922 ji pak koupila Kongregace řádu sester svatého Františka, která nechala celou nemovitost přestavět pro účel výuky a ubytování kongregačního gymnázia. V té době byly všechny budovy vyvýšeny o jedno patro a bylo k nim přistavěno severní křídlo s kaplí. V druhé polovině 20. století zde byla zřízena kulturní síň Obvodního národního výboru. Dnes opět, po rekonstrukci, slouží Kongregaci rádu sester svatého Františka k charitním účelům.

### Malovanka
Usedlost Na Panenské je často zaměňována se zbouranou budovou Malovankou. Byla také omylem zaregistrována jako nemovitá kulturní památka pod názvem Malovanka a to v roce 1958. O tento status přišla až roku 2010, v dnešní době ji nejspíše čeká jen demolice. K záměně jména došlo při bourání původní budovy. Tehdy tento název přešel na nejbližší sousední budovu. Původní budova pocházela z druhé poloviny 17. století, stávala zde oblíbená hospoda. V 19. století byla přestavěna do klasicistního stylu a v roce 1885 k ní byla přistavěna restaurační část.